# برهان خليل غزال
برهان خليل غزال (20 مارس 1940 - 3 يناير/ كانون الثاني 2024) هو كاتب وسياسي ومترجم عراقي، من مواليد مدينة الموصل، حاصل على ماجستير في العلاقات الدولية، عمل سفيراً للعراق في أفغانستان بين 1985 - 1989، وأُحيل إلى التقاعد عام 2002.

## مناصب
1. عمل في ملحق وزارة الخارجية منذ عام 1963.
2. رئيس الدائرة السياسية الأولى في وزارة الخارجية.
3. سفيراً لجمهورية العراق في أفغانستان بين عامي 1985 - 1989.
4. القائم بأعمال سفير العراق في كوريا الجنوبية.
5. عميد معهد الخدمة الخارجية.

## مؤلفاته
- دراستي من الكتاتيب القرانية إلى الماجستير السياسية.
- الأهداف القومية والدولية لجامعة الدول العربية.
- ترحل الحنين: الموصل نموذجاً.
- فضاءات غير دبلوماسية: حكايات دبلوماسي عراقي